# Маяк (издательство)
«Маяк» — всеукраинское государственное многопрофильное издательство. Расположено в г. Одессе.

## История
Основано в 1945 году как Одесское областное книжно-газетное издательство, с 1959 — региональное Одесское областное книжное издательство, обслуживало кроме Одесской, также Николаевскую и Винницкую области. С 1964 — республиканское издательство «Маяк».
Занимается выпуском массово-политической, научно-популярной, производственной, краеведческой, художественной литературы, а также изданиями для туристов.
В 1979 издало 71 книгу и брошюру тиражом свыше 2,5 млн экземпляров, в 1986 — 81 книгу и брошюру тиражом также свыше 2,5 млн экземпляров.
Среди популярной художественной литературы, изданной «Маяком» — серия «Морская библиотека» (в том числе, «Фрегат „Надежда“» А. Бестужева-Марлинского, «Потерпевшие кораблекрушение» Р. Стивенсона, «Рассказы Южных морей» : Дж. Лондона, «Цусима» А. Новикова-Прибоя и др.).
Одним из руководителей издательства был А. Глущак.